# Meeths

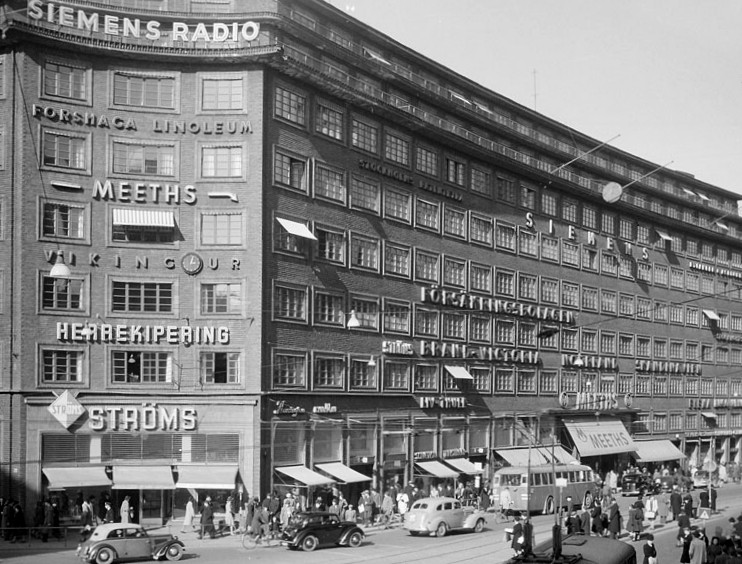
Meeths i Centrumhuset, Stockholm 1950.

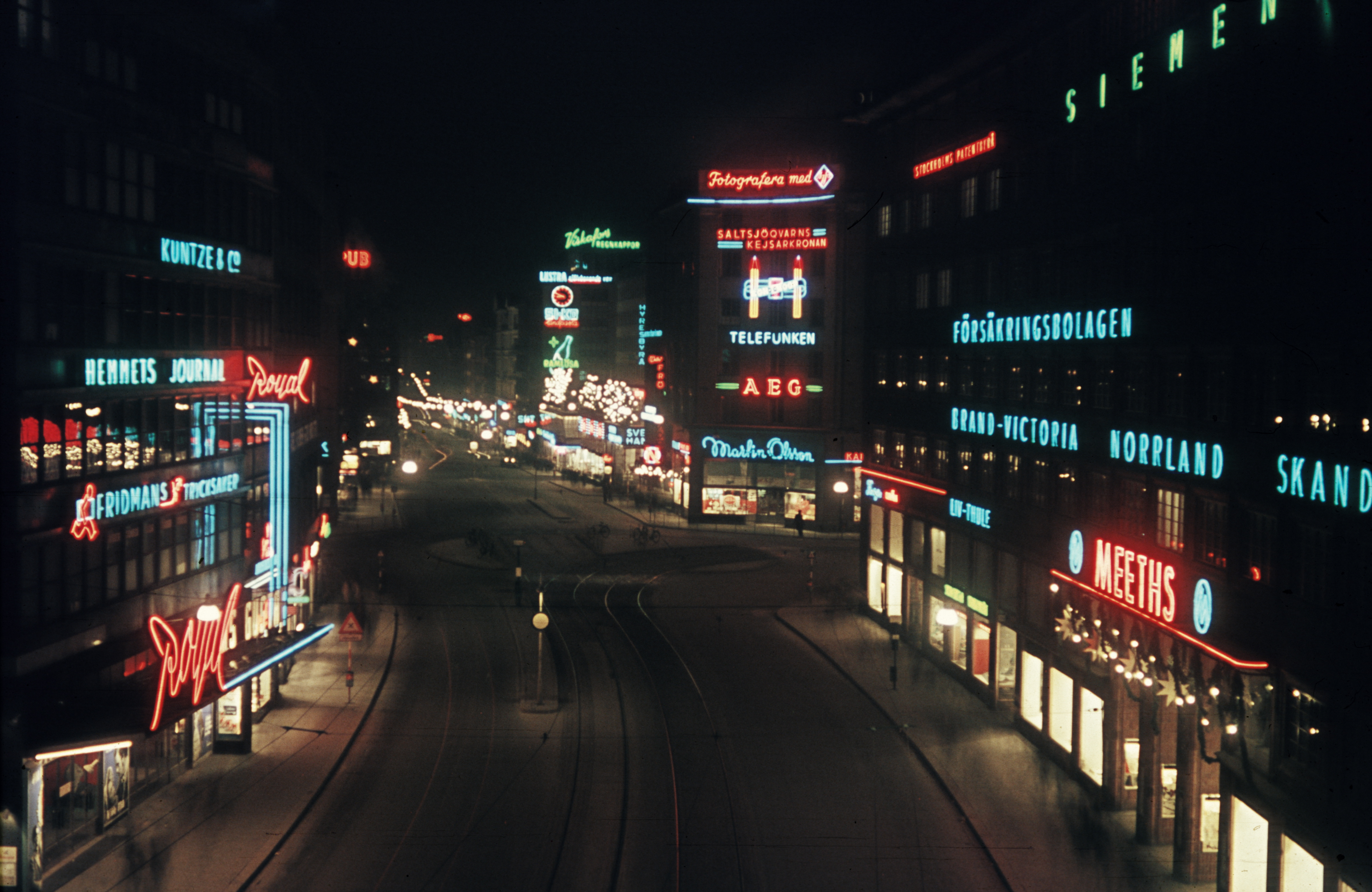
Meeths i Centrumhuset, Stockholm 1944.

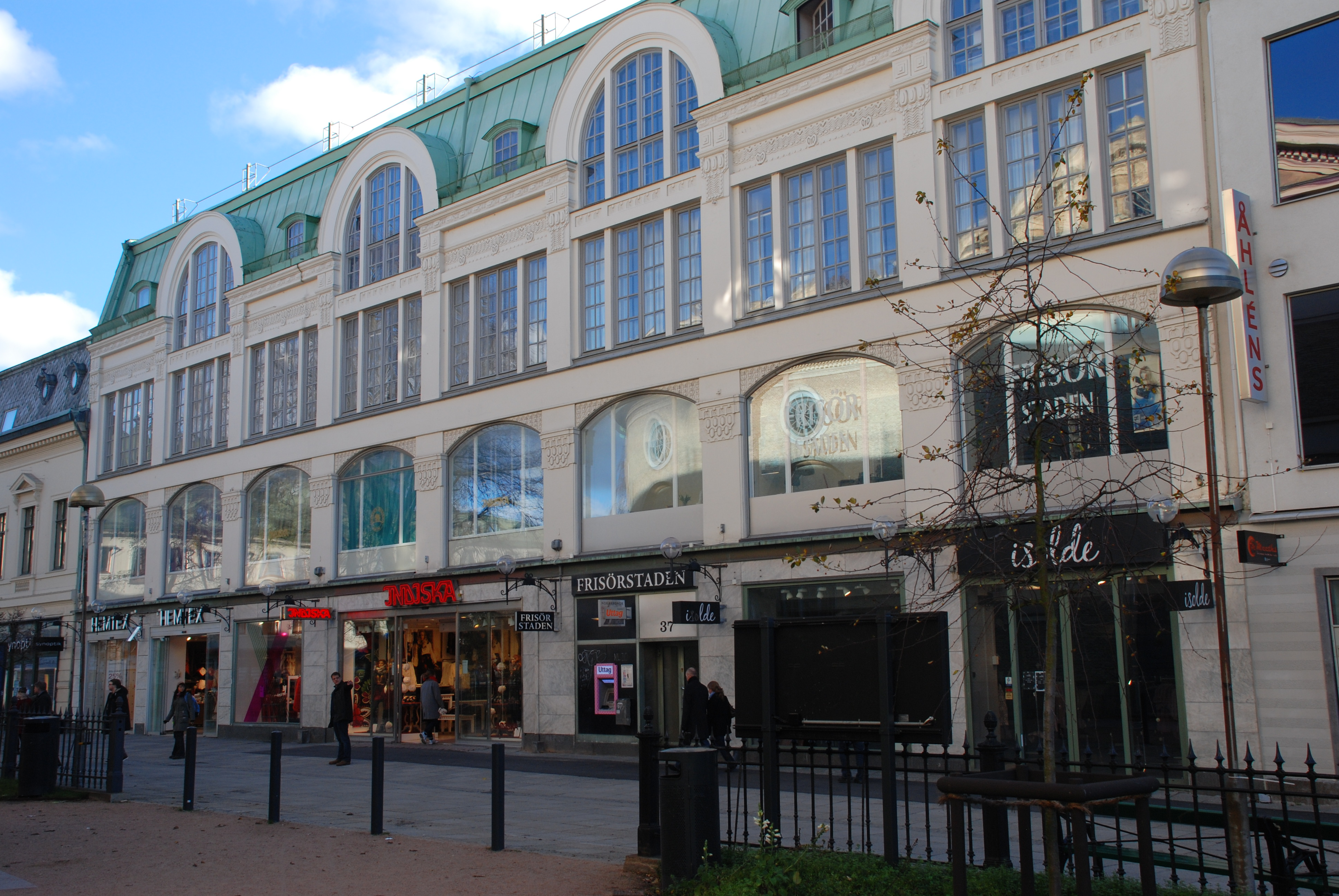
Meeths hade affär på Kungsgatan 37-39 i Göteborg (foto från 2010).

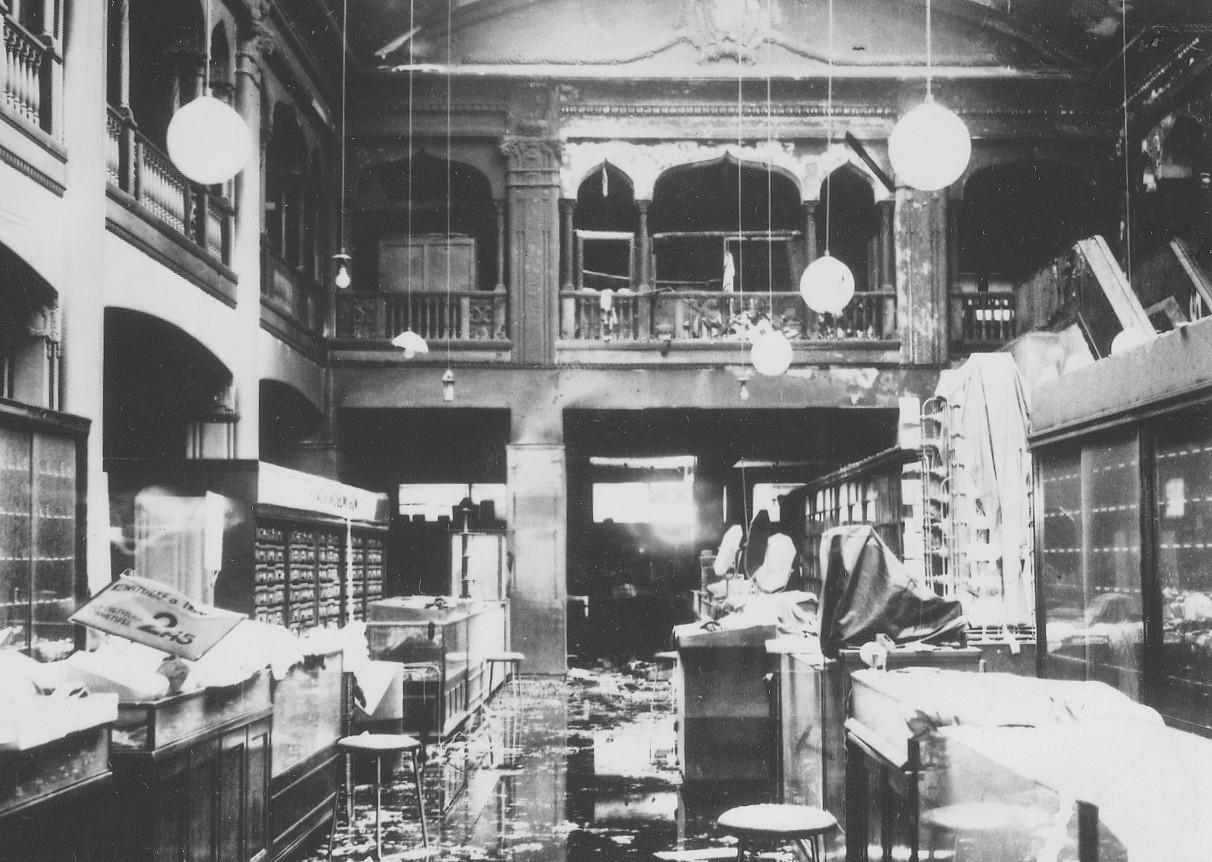
Branden i Meeths, Stockholm 1937.

Meeths var en svensk varuhuskedja, grundad 1864 av Carl Herman Christopher Meeths (1835-1889). Varuhuskedjan för främst damkonfektion vidareutvecklades under sonen Carl Ernst Herman Meeths.

## Historia
Den tyskfödde Herman Meeths startade en symaskinsaffär i Stockholm 1864 med ett startkapital på 4 000 riksdaler. Hans kunder efterfrågade också sytillbehör, varför han även började sälja detta och kunde snart öppna flera butiker i olika delar av Stockholm. 1881 öppnade Meeths en sybehörsaffär i Göteborg, i hörnet av Kungsgatan/Östra Hamngatan 39, men den flyttade redan 1886 in i ett eget hus vid Kungsgatan 49. Efterhand utökades sortimentet och man började sälja det mesta inom dammode. Sonen Carl Ernst Herman Meeths, född 14 september 1880 i Stockholm, inträdde efter utlandspraktik och studieresor i företagets ledning 1904.
August Vollmers (även han av tysk härkomst) hade sedan 1881 varit anställd hos Meeths och varit föreståndare för göteborgsaffären 1889-1902. Vollmers öppnade en egen affär på Kungsgatan 39 i Göteborg med namnet Vollmers Modebasar, vilken blev mycket framgångsrik. Den 1 juli 1910 gick de båda affärsidkarna samman och bildade ett bolag som uppförde ett fyravånings affärshus i Göteborg på adresserna Kungsgatan 37, 39 och Vallgatan 20 efter att de tidigare byggnaderna där rivits, Vollmers-Meeths. Senare utökades deras fastighetsbestånd med Kungsgatan 35 och Vallgatan 16, 18, 22 och 24.
Meeths sålde i huvudsak exklusivare damkonfektion och accessoarer och var över lag ett varuhus för kvinnan. Detta visades bland annat i engagemang för införandet av kvinnlig rösträtt.
Efter Vollmers död ändrades namnet till Meeths och under ledning av nästa generation Meeths etablerades dammodehus i Stockholm samt ett flertal landsortsstäder, bland annat Skövde. När företaget firade 75-årsjubileum 1939, bestod det av de två varuhusen i Stockholm och Göteborg, samt åtta filialer. Företaget hade över 600 medarbetare som ökade under högsäsongen till nästan 1000 personer. 
Efterhand avvecklades landsortsfilialerna och varuhusen i Göteborg och Stockholm uppgick i Åhlén/Tempokedjan 1965, som drev varuhuset i Göteborg vidare fram till den 23 mars 1974 då Åhléns city i Östra Nordstaden öppnades. Huset byggdes då om, på initiativ av målaremästare Eskil Kidmark, till galleria under namnet Kungsgården med ett tjugotal butiker inom olika branscher.

### Meeths i Göteborg
Flaggskeppsbutiken var belägen på Kungsgatan 37-39 i Göteborg. Den fyra våningar höga jugendbyggnaden uppfördes 1910 av F O Peterson & Söner och är ett bra exempel på varuhusarkitektur från tidigt 1900-tal med sin ljusgård och sina stora skyltfönster.
Meeths i Göteborg är annars mest känt för sin tesalong, ursprungligen kallad Vollmers thésalong. Här höll den populäre kapellmästaren Emil Wertheimer till i 12 år med sin violin, men främst "Madame Yvette" som spelade fiol i tesalongen under 25 år. Efter att varuhuset stängts 1974 övertogs tesalongen av Ester Mosessons gymnasium och den användes under flera år för undervisning av serveringselever. Lokalen ägdes av Indiska magasinet som nyttjade bottenplan för kläder och övervåningen för heminredning, fram till 2018 då man flyttade. Efter renovering har H&M:s märke & Other stories sedan 2019 sin butik i lokalerna. Tesalongen används av Göteborgs stads ungdomssatsning Meeths unga salonger.

### Meeths i Stockholm
Meeths butiker i Stockholm låg i Centrumhuset, hörnet Kungsgatan och på Sveavägen och vid Odenplan, på platsen där Läkarhuset nu ligger. I september 1936 eldhärjades den äldre huvudfilialen i Stockholm och i april 1938 stod ett nytt varuhus färdigt i det av arkitekt Cyrillus Johansson ritade Centrumhuset.

## Herman Meeths
Herman Meeths var en av 1920-talets större riskkapitalister genom att han tillsammans med dåvarande Stockholms Handelsbank (SHB) kontrollerade bolaget AB Axel Christiernsson, idag och under större delen av sin historia ett litet företag i smörjoljebranschen, men under en tid ett riskkapitalbolag (emissionsbolag) med stora intressen i skogsindustri och liknande. Intressen som kom att avvecklas i krisens 1930-tal.
Till sin 50-årsdag skänkte C E Herman Meeths sin skärgårdsegendom Trångholmen i Stockholms skärgård i nuvarande Värmdö kommun som semesterhem åt sina anställda. Han avsatte även medel till en pensionsstiftelse samt till sjukhjälps- och feriefonder. 1919 inköpte han Årsta slott och gods i Österhaninge socken i nuvarande Haninge kommun, dit familjen flyttade och där hustrun vårdade minnet av Fredrika Bremer, som periodvis bott där. Godset var i familjen Bremers ägo 1805–54. Meeths var bland annat intresserad av skogsskötsel och röjde, planterade och gallrade själv på sina ägor.